# Mapa de Pedro Reinel
El Mapa de Pedro Reinel, també conegut com a Kunstmann I, va ser dibuixat pel navegant portuguès Pedro Reinel l'any 1504 o 1505 ; descriu el mar Mediterrani occidental, l'oceà Atlàntic i els territoris veïns, incloent el Nou Món.

## Descripció
El mapa és del tipus carta portolana, amb nombroses línies de rumbs. Una gran rosa dels vents apareix al mig de l'oceà Atlàntic ; és el primer que s'orienta cap al nord, una pràctica que es va estendre ràpidament després. També és el primer mapa conegut amb una escala de latitud ; de fet en té dues : una escala de latitud secundària, inscrita davant de la costa de Terranova i orientada cap al nord veritable, indica una declinació magnètica de 21 graus oest.

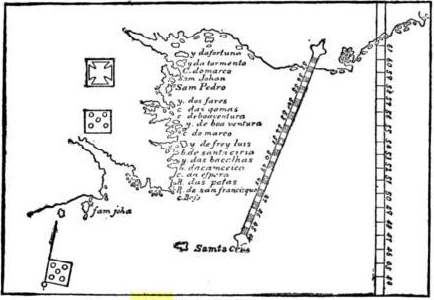
Detall (traça) que mostra Terranova

El mapa destaca els esforços dels navegants portuguesos per reconèixer la costa oriental de Terranova. L'estret de Belle Isle al nord de Terranova i l'estret de Cabot al sud estan clarament marcats. Actualment encara s'utilitzen molts noms : Rio de San Francisque ( Cap Saint-Francis ), C. da Espara (Cap Spear), Isla do Bacalhas ( Illa Baccaliau ). El cap Bonavista no es mostra, però trobem Sam Johã (Sant Joan, descobert per John Cabot ), davant d'un territori no identificat que és sens dubte l'illa del Cap Bretó. Utilitzant l'escala de latitud secundària, les latituds de Cape Spear i Sam Johã es donen amb una precisió notable.

## Història
El mapa forma part de la col·lecció Kunstmann ( Atlas zur Entdeckungsgeschichte Amerikas, Herausgegeben von Friedrich Kunstmann, Karl von Spruner, Georg M. Thomas; Zu den Monumenta Saecularia der KB Akademie der Wissenschaften, 28 Maers, 1859, Munchen) a la Bayerische Staatsbibliothek de Munic.